# Проблема принадлежности Крыма

Крымский полуостров

Пробле́ма принадле́жности Кры́ма — общее название группы проблем, порождённых разногласиями между Россией и Украиной относительно принадлежности тех территорий Крымского полуострова, которые расположены в пределах сложившихся к 2014 году административных границ Автономной Республики Крым и города Севастополя.
Предпосылки проблемы сформировались с распадом СССР, в результате которого в составе независимой Украины оказался регион, большинство населения которого составляют этнические русские, где сильны пророссийские настроения и размещён Черноморский флот РФ. На протяжении 1990-х годов вопрос об изменении статуса полуострова поднимался как крымскими властями, так и законодательными органами России, однако к изменению государственной принадлежности Крыма это не привело. В 1997 году Россия и Украина подписали Договор о дружбе, сотрудничестве и партнёрстве, которым обязались уважать территориальную целостность друг друга, а в 2003 году — договор о российско-украинской государственной границе. Согласно установленной договором линии прохождения границы, Крым отнесён к территории Украины. Вплоть до 2014 года Россия рассматривала Крым как часть Украины и каких-либо требований по поводу его передачи не заявляла. Бо́льшая часть населения Крыма, даже наиболее пророссийски настроенные, поддерживали нахождение Крыма в составе Украины непосредственно перед его захватом Россией.

В 2014 году Россия аннексировала бо́льшую часть полуострова, и с этого времени его статус остаётся предметом спора: Россия с 18 марта 2014 года считает Крым и Севастополь субъектами Российской Федерации и не признаёт существование вопроса о принадлежности этих территорий, а Украина отказывается признавать аннексию Крыма Россией, в чём получила поддержку большинства государств — членов ООН, и считает полуостров своей территорией, которую Россия временно оккупировала.

## История

### Предыстория
18 октября 1921 года в составе РСФСР была образована многонациональная Крымская АССР. В 1939 году население Крымской АССР составляло 1 126 000 человек (49,6 % русских, 19,4 % крымских татар, 13,7 % украинцев, 5,8 % евреев, 4,5 % немцев).
После депортации в мае — июне 1944 года крымских татар, армян, болгар, греков, немцев и представителей других народов, за которой последовало переселение на территорию Крыма нескольких десятков тысяч жителей из различных областей РСФСР и Украинской ССР, Крымская АССР была 30 июня 1945 года преобразована в Крымскую область.

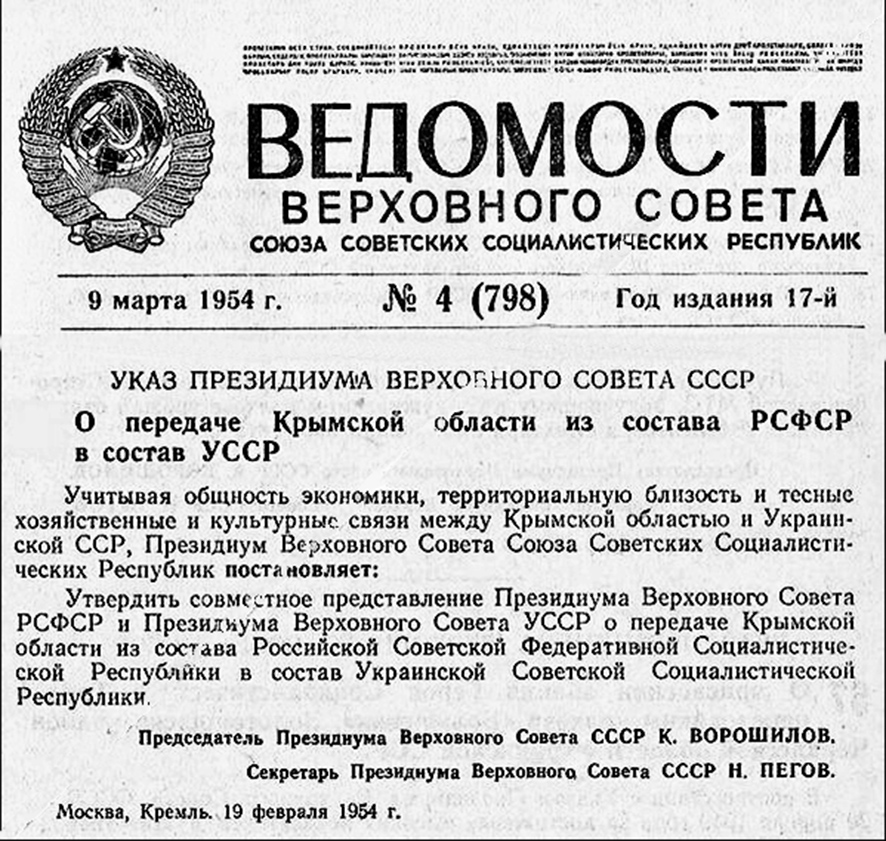
Указ Президиума ВС СССР о передаче Крымской области из состава РСФСР в состав УССР

В апреле 1954 года Крымская область была передана в состав Украинской ССР со следующей формулировкой: «Учитывая общность экономики, территориальную близость и тесные хозяйственные и культурные связи между Крымской областью и Украинской ССР».
В 1989 году депортация крымских татар была признана Верховным Советом СССР незаконной и преступной. Крымским татарам было разрешено селиться в Крыму. Началось массовое возвращение на историческую родину крымскотатарского народа, значительно обострившее социальные и этнические противоречия на полуострове.

### Начало 1990-х — перед независимостью Украины
На рубеже 1980—1990-х годов в Крыму, как и во многих других регионах СССР, активизировалась деятельность независимых общественных организаций, ряд которых изначально заявил своей целью защиту национально-культурной, исторической и языковой идентичности русского населения полуострова. В 1989 году в Крыму начала действовать организация «Демократическая Таврида», выдвинувшая, в частности, лозунги создания Крымской республики в составе СССР и закрепления на её территории статуса русского языка в качестве государственного. Позднее при участии крымских ветеранов войны в Афганистане во главе с Владимиром Клычниковым, при поддержке предпринимателя Валерия Аверкина, была создана новая структура — «Республиканское движение Крыма» (РДК).
Параллельно с развитием политической ситуации в Крыму в начале 1990-х годов происходило и зарождение будущих территориальных претензий Российской Федерации на некогда переданную Украине территорию. Хотя 19 ноября 1990 года РСФСР и Украина подписали договор, которым обязались «признавать и уважать территориальную целостность друг друга в ныне существующих в рамках СССР границах», это положение встретило возражение ряда российских депутатов при ратификации договора в Верховном Совете РСФСР, упрекавших договор в закреплении передачи Крыма «и других исконно русских земель» в состав Украины. Министр иностранных дел России Андрей Козырев в ответ отверг такое толкование и более того, уточнил, что «если возникнет вопрос, что граница будет не в рамках СССР» то вопрос может быть пересмотрен («тогда, как говорится, будет другое дело. Это уже будет другая политическая ситуация»).
«Другая политическая ситуация» возникла в августе 1991 года, когда вскоре после провала августовского путча в СССР Верховная рада Украины 24 августа приняла Акт провозглашения независимости Украины, что означало её выход из СССР и, соответственно, полное государственное размежевание с Россией. В ответ на это пресс-секретарь президента России Бориса Ельцина Павел Вощанов 26 августа выступил с заявлением, в котором отметил, что границы бывших республик (Вощанов отметил Украину и Казахстан) могут быть гарантированы только в союзе с Россией: Россия не ставит под сомнение чьё-либо право на самоопределение, но «существует проблема границ, неурегулированность которой возможна и допустима только при наличии закреплённых соответствующим договором союзнических отношений. В случае их прекращения РСФСР оставляет за собой право поставить вопрос о пересмотре границ. Сказанное относится ко всем сопредельным республикам, за исключением трёх прибалтийских (Латвийской, Литовской, Эстонской), государственная независимость которых уже признана Россией, чем подтверждена решённость территориальной проблемы в двусторонних отношениях», а позднее прямо уточнил, что в число потенциальных претензий России входит Донбасс и Крым.
1 декабря 1991 года на всеукраинском референдуме 54 % и 57 % принявших участие в голосовании жителей Крымской АССР и Севастополя поддержали независимость Украины. В голосовании приняли участие 67,5 % и 64 % от общего числа жителей этих административных единиц, соответственно, таким образом в автономии поддержка независимости Украины была наименьшей среди всех регионов страны при довольно низкой явке. Тот же тезис о праве России на пересмотр границ был высказан Вощановым и 3 декабря 1991 года, в ответ на референдум о независимости. Заявления вызвали острую реакцию на Украине, и после демарша МИДа страны администрация президента России их дезавуировала, а в подписанном в декабре 1991 года Соглашении о создании СНГ Россия и Украина обязались «признавать и уважать территориальную целостность друг друга и неприкосновенность существующих границ в рамках Содружества». Это, однако, ещё не было уверенным концом территориальных претензий России: хотя высшая исполнительная власть страны отказалась от пересмотра границы, инициативы оспорить принадлежность Крыма в целом или же города Севастополя как отдельной административной единицы стал в последовавшие годы выдвигать российский парламент. По оценке историка Сергея Плохия, фактически Вощанов «сформулировал новую политику России на годы вперёд» — подписанные Россией договора о границах работали только пока республика (в частности, Украина) была в союзе с Россией. Признание суверенитета и территориальной ценности постсоветских республик Россией зависело на их дружественности России.
Крым стал единственным регионом Украины с преобладающей популяцией этнических русских. 54 % проголосовали на референдуме за независимость Украины, что меньше, чем в остальных частях Украины. Многие в России — националисты, коммунисты и демократы — верили, что Россия имела исторические права на Крым и должна его забрать обратно. Историк Сергей Плохий поэтому называет Крым самым уязвимым регионом Украины.

### В независимой Украине — кризис 1992—1995 годов
В 1992—1994-х годах пророссийскими политическими силами предпринимались попытки отделения Крыма от Украины — так, например, 5 мая 1992 года Верховным Советом Крыма были приняты Акт о провозглашении государственной самостоятельности, а также постановление о проведении 2 августа 1992 года обще-крымского референдума по вопросу независимости и государственной самостоятельности Республики Крым, которое впоследствии было отменено в результате вмешательства Верховной рады Украины.
21 мая 1992 года Верховный Совет Российской Федерации принял собственное постановление, которым признал решение Президиума Верховного Совета РСФСР от 5 февраля 1954 года «О передаче Крымской области из состава РСФСР в состав Украинской ССР» «не имеющим юридической силы с момента принятия» ввиду того, что оно было принято «с нарушением Конституции (Основного Закона) РСФСР и законодательной процедуры». При этом российский парламент уточнил, что в связи с конституированием последующим законодательством РСФСР факта передачи Крымской области и заключением между Украиной и Россией договора от 19 ноября 1990 года, в котором стороны отказываются от территориальных притязаний, а также в связи с закреплением данного принципа в договорах и соглашениях между государствами СНГ, он считает необходимым урегулировать вопрос о Крыме путём межгосударственных переговоров России и Украины с участием Крыма и на основе волеизъявления его населения, за соответствующее решение проголосовало 136 депутатов, против — 18, а 20 воздержались. В ответ на это решение Верховная рада Украины 2 июня 1992 года постановила рассматривать постановление ВС РФ по Крыму как «не имеющее юридического значения», а в вопросе статуса Крыма в составе Украины исходить из того, что он не может быть предметом межгосударственных переговоров, а на следующий день выступила с развёрнутым заявлением в обоснование своей позиции. Верховная Рада осудила предложение как вмешательство во внутренние дела Украины. Правительство Украины убедило власти Крыма внести изменения в конституцию и отменить референдум. Юридический конфликт был разрешён мирным способом, в отличие от соседней Украине Молдовы.
9 июля 1993 года Верховный Совет Российской Федерации под председательством Руслана Хасбулатова принял постановление «О статусе города Севастополя», подтвердившее «российский федеральный статус города Севастополя в административно-территориальных границах городского округа по состоянию на декабрь 1991 года», за решение проголосовало 166 депутатов, один воздержался и никто не проголосовал против. Президент России Борис Ельцин негативно отреагировал на действия Верховного Совета, заявив: «Мне стыдно за решение парламента… Не начинать же войну с Украиной». Заявление российских парламентариев прозвучало на фоне острого политического кризиса в России 1992—1993-х годов, вылившегося в жёсткое противостояние между парламентом и президентом. В связи с постановлением Верховного Совета РФ о статусе Севастополя Украина обратилась с жалобой в Совет Безопасности ООН. СБ ООН, включая представителя России, в своём заявлении от 20 июля 1993 года (S/26118) подтвердил свою приверженность принципам суверенитета, независимости, единства и территориальной целостности Украины в пределах международно-признанных границ. В 1994 году на Украине начала работу миссия ОБСЕ, главной задачей которой было содействие стабилизации ситуации на Крымском полуострове. В 1999 году в связи с выполнением своего мандата миссия ОБСЕ на Украине завершила свою работу.
В 1993 году «Республиканское движение Крыма» (РДК) было преобразовано в политическую организацию — Республиканскую партию Крыма (РПК). Его руководители выдвигали ряд лозунгов весьма радикального характера — курс на сближение Республики Крым с Россией, вплоть до полного присоединения, заключение с Россией военно-политического союза, предоставление жителям Крыма российского гражданства.
В начале 1994 года был зафиксирован наивысший на тот период успех крымского пророссийского движения: в январе известный общественный деятель Юрий Мешков был избран президентом Республики Крым, а большинство в Верховном Совете автономии завоевал созданный при поддержке Республиканской партии Крыма и Народной партии Крыма блок «Россия». Однако после убедительной победы на выборах новое руководство Крыма столкнулось с отсутствием финансовой, экономической, управленческой базы для обеспечения реальной автономии, а также с отсутствием поддержки со стороны самой России, руководство которой пыталось в то время сблизиться с Западом и потому рассматривало активность пророссийских деятелей за рубежом как неприятную помеху, способную возродить на Западе подозрения относительно «неизжитых имперских амбиций» России.
Крымский кризис был разрешён из-за функционирующей в Украине демократии. Победивший на выборах 1994 года Кучма широко поддерживался крымскими избирателями и получил 90 % в Крыму (92 % в Севастополе). Кучма — русскоговорящий выходец из индустриального юго-востока Украины — убедил крымских русских, что их языковые и культурные потребности будут защищены. Украинское правительство неформально договорилось с лидерами Крымского парламента о разделении власти. Крымский парламент упразднил должность президента Крыма и согласился привести конституцию и законы Крыма в соответствие украинским. В сентябре 1994 года Верховная рада Украины переименовала Крымскую АССР (Республику Крым) в Автономную Республику Крым, а в марте 1995 года в одностороннем порядке отменила Конституцию Республики Крым 1992 года. Лишённый своей должности Юрий Мешков выехал в Россию и смог вернуться лишь в марте 2014 года. Ряд крымских партий был распущен (в частности партии, входившие в состав блока «Россия»).
Кризис не эскалировал в войну также потому, что Россия отказалась использовать своих приверженцев в Черноморском Флоте для вмешательства на стороне сепаратистов, в отличие от того, как она сделала в Молдове. Отделение Крыма могло дать почву для отделения автономных образований — в частности, Татарстана — от самой России, а также отрицательно повлиять на попытки Ельцина улучшить отношения с США, включая давление на Украину с целью отказа от ядерного оружия.
По мнению политолога Филиппа Рёдера, события 1994 года можно рассматривать как репетицию проведённой в 2014 году аннексии Крыма Россией в части возможностей быстрой мобилизации населения.

### 1995—2014
В 1998 году пророссийские политические силы в Крыму, ослабленные политическим кризисом, потерпели поражение на выборах в Верховный Совет Крыма. 21 октября 1998 года крымский парламент нового состава принял новую Конституцию, приведённую в соответствие с Конституцией Украины. На международном уровне, в 1997 году Россия и Украина подписали соглашения о статусе Черноморского флота, решившие вопрос его раздела и пребывания на территории Крыма, а также Договор о дружбе, сотрудничестве и партнёрстве между Российской Федерацией и Украиной («Большой договор»), которым признавали нерушимость границ друг друга и, тем самым, суверенитет Украины над Крымом; в совокупности с последовавшим в дальнейшем договором 2003 года о границе этот акт составил договорное урегулирование нарождавшегося территориального вопроса, который, — как тогда казалось, — отошёл в историю.
На определённое время в деятельности пророссийских организаций собственно политическая составляющая ушла на второй план, при этом более важную роль начали играть вопросы русского языка, религии, культуры, исторического самосознания, поддержания связей с исторической Родиной. С 1995—1996 годов на первый план вышла «Русская община Крыма», созданная ещё в октябре 1993 года по решению лидеров РДК/РПК как общественная организация, ориентированная в своей деятельности на защиту интересов и прав русских Крыма и всех крымчан, считающих русский язык и русскую культуру родными.

### Черноморский флот
После распада Советского Союза особой проблемой украино-российских отношений стала судьба Черноморского флота ВМФ СССР, который был разделён между странами в 1994 году. Во время раздела советского флота в первой половине 1990-х годов отношения военнослужащих украинского и российского флотов, как отмечают источники, оставались временами весьма напряжёнными, доходя порой до физического противостояния между ними. Сложившаяся в 1993—1994-х годах ситуация на полуострове находилась на грани вооружённого конфликта между Россией и Украиной. В период с 1994 по 1997 год президентами России и Украины был подписан ряд двусторонних договоров, призванных урегулировать ситуацию с Черноморским флотом. В результате переговоров по разделу флота украинской стороне достались 30 боевых кораблей и катеров, одна подводная лодка, 6 кораблей специального назначения, а также 28 судов обеспечения (всего — 67 ед.), 90 боевых самолётов. Россия же получила 338 кораблей и судов, а также 106 самолётов и вертолётов.
По Соглашению о статусе и условиях пребывания Черноморского флота Российской Федерации на территории Украины, России на правах 20-летней аренды перешли: главная бухта города — Севастопольская с причалами для стоянки более чем 30 боевых кораблей, бухта Карантинная с бригадой ракетных катеров Черноморского флота и водолазным полигоном, Казачья бухта, где была размещена бригада морской пехоты, Южная бухта. В Стрелецкой бухте совместно базировались корабли российского и украинского флотов. Россия получила также в аренду основной арсенал боеприпасов, ракетную базу Черноморского флота, десантный полигон и два аэродрома: Гвардейское под Симферополем и Севастополь (Кача). Украина соглашалась на использование Черноморским флотом в Крыму, за пределами Севастополя, российских флотских объектов: 31-го испытательного центра в Феодосии, пунктов ВЧ-связи в Ялте и Судаке и военного санатория «Ялта». Согласно договорённостям, Россия могла иметь на Украине не более 25 тыс. человек личного состава, 24 артиллерийских систем калибра более 100 мм, 132 бронемашины, 22 боевых самолёта морской авиации наземного базирования, а численность российских кораблей и судов не должна была превышать 388 единиц. На арендуемых аэродромах в Гвардейском и Севастополе (Каче) можно было размещать 161 летательный аппарат. Российская сторона обязалась не иметь ядерного оружия в составе Черноморского флота РФ на территории Украины. Украина согласилась передать РФ большую часть Черноморского флота, оставив себе 18 % кораблей. В 2014 году контроль над севастопольской военной базой позволил России в течение нескольких дней захватить Крым.

### 2000-е годы
Оживление политической деятельности пророссийских организаций наметилось в 2002 году, когда созданные при участии РДК/РПК организация «Русская община Крыма» и партия «Русский блок» смогли провести своих депутатов в Верховный Совет Крыма, а в 2006 году расширили своё представительство по итогам очередных выборов. В 2003 году «Русскую общину Крыма» возглавил Сергей Цеков.
Активизации пророссийских общественных организаций способствовала «Оранжевая революция» (2004). В 2004—2005 годах «Русская община Крыма» выступила одной из базовых общественно-политических сил в Крыму, оказавших политическое сопротивление «Оранжевой революции». Заявив о нелегитимности пере-голосования второго тура президентских выборов, «Русская община Крыма» выступила организатором многотысячных митингов в Симферополе «против политико-правового беспредела в стране и незаконного прихода к власти Виктора Ющенко». В 2006 году «Русская община Крыма» приняла участие в формировании избирательного блока «За Януковича!» на местных выборах в Автономной Республике Крым. Благодаря этому удалось обеспечить солидное представительство активистов Общины в крымском парламенте, в местных советах автономии. Председатель «Русской общины Крыма» Сергей Цеков был избран первым заместителем председателя Верховного Совета АР Крым.
В декабре 2009 года Русская община Крыма совместно с Гражданским активом Крыма выступила инициатором создания Все-крымского движения «Русское единство». Данная инициатива была поддержана многими другими русскими общественными организациями. Сопредседателями движения «Русское единство» были избраны Сергей Цеков и Сергей Аксёнов.
В 2010 году русские организации, которые участвовали в создании Все-крымского движения «Русское единство», пришли к выводу о необходимости формирования русской партии Украины. Эта партия, которая, как и одноимённое движение, получила название «Русское единство», была создана и официально зарегистрирована в сентябре 2010 года. Лидером партии «Русское единство» стал Сергей Аксёнов, к тому времени первый заместитель председателя «Русской общины Крыма».
Возможность возникновения нового конфликта в Крыму в связи с новым переделом мира считалась высокой уже в начале 2000-х годов.
Осенью 2003 года между Россией и Украиной разгорелся конфликт вокруг острова Тузла в Керченском проливе, вызванный отсутствием прогресса в урегулировании статуса Керченского пролива и Азовского моря. После распада СССР судоходная часть пролива (между косой Тузла и Крымским полуостровом) оказалась полностью в территориальных водах Украины. Российская часть Керченского пролива была мелководной и подходила только для мелких рыбацких лодок. 29 сентября 2003 года власти Краснодарского края, не предупредив украинскую сторону, приступили к сооружению дамбы от Таманского полуострова в сторону пограничного острова Коса Тузла, мотивируя это необходимостью предотвратить размывание береговой полосы Таманского полуострова и косы, восстановить экологический баланс в регионе, сохранить и восстановить запасы рыбы и другие биоресурсы. Киев расценил строительство как «посягательство на территориальную целостность страны». В ответ украинская сторона перебросила на остров несколько сот пограничников и направила в Керченский пролив артиллерийские катера. Вскоре обе стороны начали наращивать своё военное присутствие в регионе. 23 октября строительство дамбы было остановлено за 102 м от линии государственной границы (провозглашённой Украиной в одностороннем порядке) после встречи президентов Путина и Кучмы, подписавших в декабре 2003 года «Договор о сотрудничестве в использовании Азовского моря и Керченского пролива», однако статус Тузлы, как и статус Керченского пролива долгое время не был окончательно урегулирован сторонами.

### Президентство Ющенко
После прихода к власти на Украине в 2005 году Виктора Ющенко российско-украинские отношения резко ухудшились. Москва негативно оценивала как саму Оранжевую революцию, так и политику нового украинского президента в отношении языкового вопроса, трактовок истории Голодомора и Украинской повстанческой армии, его курс на членство в НАТО. Политика Ющенко не находила поддержки и у большинства жителей Крымского полуострова.
В 2006 году Виктор Ющенко заявил, что Украина будет придерживаться положений соглашения о статусе и условиях пребывания Черноморского флота России на украинской территории лишь до 2017 года. Ющенко заявил, что Конституция Украины не предусматривает возможности пребывания на украинской территории военных баз иностранных государств, а поэтому украинский президент поручил начать подготовку к выводу российского флота после 2017.
Ещё одним спорным вопросом между РФ и Украиной стал конфликт вокруг крымских маяков, начавшийся в конце 2005 года. Тогда Украина объявила о необходимости проведения инвентаризации всех объектов, используемых российским флотом. Однако любые попытки провести проверку использования объектов пресекались российской стороной. Киев добивался передачи под свою юрисдикцию навигационно-гидрографических объектов. Украинская сторона утверждала, что Договор 1997 года определяет перечень объектов и площадей, которые были переданы Черноморскому флоту во временное пользование на 20 лет, другие объекты, в том числе и маяки, должны были быть возвращены Украине. Однако в 1997 году стороны также договорились разработать дополнительное соглашение по средствам навигационно-гидрографического обеспечения, чего сделано не было. Решениями украинских судов было предписано изъять навигационно-гидрографические объекты Черноморского флота России и передать их украинской стороне. Главное командование Военно-морского флота России настаивало, что спор относительно принадлежности маяков между двумя странами решится путём переговоров между Министерствами иностранных дел Украины и России. После попыток украинских представителей общественной организации «Студенческое братство» проникнуть на территорию подконтрольных российскому флоту навигационно-гидрографических сооружений, российская сторона усиливает военную охрану этих объектов. В ответ МИД Украины призвал Россию не нарушать положения соглашения о статусе и условиях пребывания Черноморского флота РФ на территории Украины.

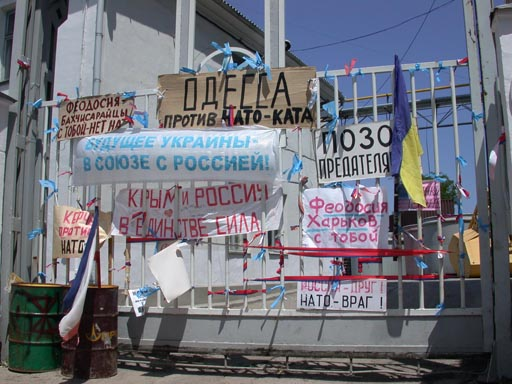
Транспаранты во время акций протеста против НАТО в Феодосии, состоявшихся 6 ноября 2006 года

В 2006 году Крымский полуостров охватывает волна протестов против вступления Украины в НАТО. Весной проходят многотысячные акции протеста против учений НАТО в Феодосии, в ходе которых протестующими была заблокирована разгрузка в торговом порту американского грузового судна, на борту находились грузы для планируемых учений Си Бриз 2006. Акции протеста также прошли в аэропорту Симферополя, куда приземлился самолёт альянса, и Алуште, где 140 американских специалистов были заблокированы в санатории «Дружба». 6 июня 2006 года Верховный Совет Крыма принял решение объявить полуостров «территорией без НАТО». За это заявление проголосовало 61 из 78 депутатов местного парламента. Представитель президента в Крыму Геннадий Москаль назвал решение противоречащим Конституции. На фоне конфликта один из лидеров Партии регионов на тот момент Тарас Черновол заявил: «Верховная рада не давала согласия на прибытие на Украину американских военных. Прибытие в Феодосию десанта НАТО, согласно нормам международного права, может быть квалифицировано или как агрессия, или, в случае согласия со стороны украинского правительства, военных и пограничников, как государственная измена». 11—12 июня 2006 года американские военные покинули Крым, так и не приняв участия в учениях на полуострове.
В августе 2008 года, после начала войны в Грузии, Украина стала единственной страной СНГ, которая открыто встала на сторону Грузии и потребовала от России незамедлительно вывести войска с её территории. 10 августа Украина предостерегла российскую сторону от участия её кораблей Черноморского флота в конфликте, в противном случае пригрозив не допустить возвращение кораблей обратно в Крым. Президент Украины Виктор Ющенко заявил, что из-за кораблей ЧФ Украина втягивается в военный конфликт, не желая этого. 13 августа президент Украины установил новый порядок пересечения украинской границы кораблями Черноморского флота РФ, согласно которому силы ЧФ могли пересекать границу республики только с уведомления штаба ВМС Украины о своих действиях как минимум за 72 часа. МИД РФ расценило указ Ющенко о ЧФ как новый антироссийский шаг. 5 сентября Ющенко назвал Черноморский флот РФ угрозой для безопасности Украины. В Крыму, однако, большинство населения поддержали позицию России в конфликте. 17 сентября лидер «Русской общины Крыма» Сергей Цеков стал инициатором обращения Верховного Совета АР Крым к Верховной раде Украины с призывом признать независимость Абхазии и Южной Осетии. Обращение было поддержано представителями крымских республиканских отделений Партии регионов, Партии «Русский блок», Коммунистической партии Украины, Прогрессивной социалистической партии Украины, рядом городских советов, республиканскими национально-культурными обществами. «Мы, крымчане, солидарны с братским осетинским народом и желаем ему единения, свободы, успехов в восстановлении разрушенного хозяйства, вызванного агрессией» — говорилось в обращении, направленном в июне 2009 года Русской общиной Крыма участникам VII Всемирного съезда осетинского народа.
На этом фоне министр иностранных дел Украины Владимир Огрызко обвинил власти РФ в «тайной раздаче российских паспортов жителям Крыма». Россия данные обвинения отвергла.
Активизация политики администрации Ющенко, последовавшая за событиями 2008 года, воспринималась организациями русского населения Крыма как совокупность враждебных мер, вызывавших во многих случаях резкую реакцию. Так, однозначно негативную оценку получила подписанная в декабре 2008 года руководителями внешнеполитических ведомств Украины и США Хартия стратегического партнёрства, предполагающая, в частности, открытие в Симферополе дипломатического представительства США с неясным статусом и функциями. Встречаясь в январе 2009 года с американским послом на Украине У. Тэйлором, лидер «Русской общины» Сергей Цеков заявил, что открытие «поста присутствия» США в Крыму послужит поводом к постоянным конфликтам и напряжённости. Значительная часть населения Крыма, подчеркнул Цеков, не доверяет США из-за их политики по отношению к России и курса на безусловную поддержку Ющенко. «В Крыму проживает 60 процентов русских по национальности, 80 процентов по языку — вы обязаны эти реалии учитывать! — заявил лидер „Русской общины“ послу. — Россия для нас Родина, и мы не предадим её, и вы это должны знать. Это реальность, с которой нужно считаться».
После войны 2008 года в Грузии рядом экспертов высказывалось предположение, что следующим конфликтом в Европе станет противостояние в Крыму между Россией и Украиной.
Русскоязычное большинство населения и политика украинских элит позволили некоторым исследователям уже в 2010 году предположить, что политический раскол на Украине может привести к проведению в Крыму референдума о присоединении к России.

### Президентство Януковича
С избранием на пост президента Украины Виктора Януковича российско-украинские отношения существенно изменились. К моменту вступления в должность главы государства, Янукович выглядел пророссийским политиком, который выступал против сближения Украины с НАТО, за русский язык как второй государственный в стране, придерживался иных взглядов на Голодомор и ОУН-УПА, чем его предшественник Ющенко.
21 апреля 2010 года президентами России Дмитрием Медведевым и Украины Виктором Януковичем были подписаны в Харькове договорённости, согласно которым Украина получала скидку на газ в размере 100 долларов на каждую тысячу кубометров, а российский Черноморский флот оставался в Крыму до 2042 года. Договор был крайне неоднозначно воспринят в украинском обществе, оппозиция обвинила Януковича в предательстве национальных интересов, вплоть до сдачи суверенитета над крымским полуостровом России, а ратификация соглашений в Верховной раде сопровождалась масштабными столкновениями между депутатами парламента.
При этом остались нерешёнными несколько ключевых вопросов, касающиеся пребывания Черноморского флота на украинской территории. Прежде всего оставалась проблема модернизации вооружений и техники подразделений, дислоцированных в Крыму. Для Москвы это был один из ключевых вопросов, так как физическое и моральное устаревание техники угрожало потерей боеспособности флота в недалёком будущем. Украинские власти были готовы согласиться с появлением в Крыму современных кораблей ВМФ РФ, однако настаивали, чтобы в соглашении об обновлении военной техники был зафиксирован пункт обязательного согласования с Украиной замен кораблей и самолётов, что было категорически неприемлемо для российского руководства. Другим спорным вопросом стало намерение украинской стороны собирать таможенные пошлины со всех ввозимых для нужд российского флота товаров. В Москве с этим были абсолютно не согласны; более того, российская сторона пыталась добиться отмены всех налогов, которые действовали для грузов, ввозимых для обеспечения дееспособности российского флота. Нерешённой осталась и проблема маяков, находящихся в пользовании у Черноморского флота России. В 2011 году министерство обороны Украины потребовало у российской стороны вернуть маяки. При этом представитель украинского МИДа Олег Волошин заявил: «Мы не хотим превращать вопрос маяков в конфликтную ситуацию», добавив, что поиски компромисса продолжатся на заседании украинско-российской рабочей группы.
2 июля 2011 года в Феодосии произошло массовое столкновение активистов русских казачьих организаций и украинской милиции. Конфликт разгорелся после того, как суд запретил казакам установить поклонный крест на въезде в город, поскольку он вызвал недовольство крымскотатарского Меджлиса. Казаки, проигнорировав решение суда, самовольно установили крест, который вскоре был демонтирован местными властями. При попытке восстановить крест, на месте демонтированного памятника, казаков встретил отряд милиции. Пытаясь пройти через милицейский кордон, казаки спровоцировали столкновение с правоохранителями. 10 активистов были задержаны, около 15 человек из числа казаков получили серьёзные телесные повреждения.
В июле 2011 года в Крым возвратился бывший президент Крымской республики Юрий Мешков после 16 лет отсутствия на полуострове. Однако после того, как Мешков призвал к «восстановлению суверенитета Крыма», Окружной административный суд Крыма 13 июля поддержал представление СБУ о выдворении его с территории Украины и запрете на въезд сроком на пять лет. Депутат Верховной рады от Партии регионов, глава «Координационного совета организаций российских соотечественников Украины» Вадим Колесниченко тогда сказал, что «Мешков — человек, который нанёс колоссальный вред Крыму, крымской государственности, крымчанам. Поэтому это правильно».
Провозгласив курс на подписание Соглашения об ассоциации с ЕС, Виктор Янукович начал стремительно терять поддержку среди электората Юга и Востока Украины. Если во втором туре президентских выборов в феврале 2010 года в восточных областях Янукович набрал от 71 % до 90 % голосов, в южных — от 60 % до 78 %, то в мае 2013 года, по данным опроса Киевского международного института социологии (КМИС), отдать свой голос за действующего президента готовы были 26 % украинцев — на востоке страны и 21 % — на юге. Эксперты отмечали, что за три года своего президентства Янукович испортил отношения с Россией, не сделал русский язык вторым государственным и не договорился о более низкой цене на газ, что подрывало поддержку президента пророссийски настроенным электоратом. Однако главными проблемами в стране оставались высокий уровень коррупции и социальная незащищённость населения.

### Аннексия Крыма Российской Федерацией в 2014 году
В феврале — марте 2014 года Российская Федерация аннексировала территорию Крымского полуострова. По данным различных источников, с лета 2013 года в кругах российских властей начинают прорабатываться различные планы действий по отторжению территорий Украины. В сентябре 2013 года в ходе российско-белорусских учений в Калининградской области отрабатывались «операции по защите соотечественников, якобы притесняемых на территории иностранного государства». По сценарию этих учений, «на территории соседнего государства происходят беспорядки и попытки захвата власти, создаются незаконные вооружённые формирования», а Россия и Белоруссия как страны-соседи «заходят и наводят порядок».
Произошедшее 18—20 февраля 2014 года обострение гражданского противостояния в стране, а затем и смещение Януковича с поста президента способствовали радикализации настроений как в Крыму, так и в руководстве России. Россия фактически использовала Евромайдан в качестве оправдания аннексии Крыма и последующей гибридной войны против Украины в Донбассе.
Когда именно российское руководство начало свои действия в отношении Крыма, остаётся спорным вопросом. Источники, близкие к командованию крымской операцией, указывают 18 февраля как дату, когда ССО РФ в Новороссийске и на базе ВМФ РФ в Севастополе были приведены в состояние тревоги. 20 февраля войска РФ получили приказ блокировать украинские военные базы в Крыму и предотвратить кровопролитие между протестующими. Однако силы РФ начали действовать только 23 февраля, через 2 дня после бегства Януковича из Киева.
22 февраля парламент Украины отстранил Януковича. Янукович решил перебраться в Крым и обратился к Путину за помощью. На то время Путин уже принял решение о захвате Крыма. Если бы Янукович обосновался в Крыму и попытался оттуда вернуться в Киев как легитимный президент, это помешало бы планам Путина на Крым. Путин должен был помешать попаданию Януковича в Крым. Он отдал приказ перевезти Януковича в Россию. Янукович выехал из Донецка по земле в сторону Крыма. Российские войска отслеживали передвижение колонны. Янукович в крыле из трёх армейских военных вертолётов был переправлен, к его удивлению, не в Крым, а в Россию, по причине якобы необходимости дозаправки.
В России Путин Януковича не встречал. Янукович потребовал вернуть его обратно в Украину, в Крым. Его доставили на российскую военную базу в Крыму. Янукович принял решение не рисковать и покинуть Крым, избегая возможных конфликтов и, по его мнению, угроз для своей жизни. Янукович на российском корабле убыл в Россию. С точки зрения Путина, Янукович утратил перспективу в Украине и стал препятствием для его планов в Крыму. По утверждениям Путина, события в Крыму начались изначально по инициативе местного населения, но их итог — «возвращение Крыма» в Россию — было осуществлено по его приказу. С отбытием Януковича в Россию политическое препятствие для захвата Крыма было устранено.
23—24 февраля под давлением пророссийских активистов была осуществлена смена исполнительных органов власти Севастополя. 26 февраля Меджлис организовал митинг у здания Верховного Совета Крыма с целью не допустить принятия «решений, направленных на дестабилизацию ситуации в автономии» и заблокировал работу крымского парламента. Массовые протесты не позволили Крымскому парламенту осуществить сценарий, в котором Крым самостоятельно откалывается от Украины и затем просит Россию о помощи. Меньше чем через неделю после бегства Януковича Россия в ходе тайной специальной операции заменила местное правительство в Крыму российскими доверенными лицами и поручила им подготовить регион к российской аннексии. Следующим же утром, 27 февраля, в Крым прибыли российские силы ССО, захватили парламент и установили пророссийское правительство, которое затем и обратилось к РФ за помощью.
1 марта Совет Федерации РФ удовлетворил официальное обращение президента Владимира Путина о разрешении на использование российских войск на территории Украины, хотя к этому времени они там уже фактически использовались. Российскими военнослужащими совместно с отрядами добровольцев были блокированы все объекты и воинские части ВС Украины на территории полуострова, командование которых отказалось подчиниться правительству Крыма.
6 марта формулировка вопроса, выносившегося на референдум, была изменена. В обход украинской Конституции на голосование был вынесен вопрос о аннексии Крыма Россией. 11 марта Верховным Советом Автономной Республики Крым и Севастопольским городским советом была принята Декларация о независимости.
Политическим инструментом аннексии Крыма Россией стал наскоро организованный неконституционный референдум о вхождении Крыма в состав России, проведённый 16 марта. По объявленным итогам голосования подавляющее большинство крымчан поддержало аннексию, вместе с тем вопрос о доверии откровенно некорректно организованному и проведённому голосованию является дискуссионным, а его «пророссийские» результаты, по утверждению критиков, были существенно ниже объявленных. Референдум рассматривается как фиктивный — на нём не присутствовали международные наблюдатели, а от журналистов требовалось не сообщать «негатив». Крымские татары — коренной народ Крыма — бойкотировали голосование.
Украина (см.) и большинство других стран — членов ООН не признали аннексию, продолжив рассматривать полуостров как часть Украины.

## Правовые позиции

### Позиция России
Согласно официальной позиции России, «в соответствии со свободным и добровольным волеизъявлением народов Крыма на общекрымском референдуме 16 марта 2014 года и Договором о принятии Республики Крым в Российскую Федерацию от 18 марта 2014 года», на Крымском полуострове расположены субъекты Российской Федерации Республика Крым и город федерального значения Севастополь, являющиеся «неотъемлемой частью Российской Федерации».
Российское руководство, обосновывая аннексию Крыма, ссылается на Устав ООН и Декларацию 1970 года о принципах международного права, закрепляющие право народов на самоопределение, в том числе «свободное присоединение к независимому государству или объединение с ним», которое, по мнению РФ, было реализовано «в экстремальных условиях невозможности реализации населением Крыма права на самоопределение в рамках Украины, усугубившихся приходом к власти незаконных властей, которые не представляют весь украинский народ», а также на прецедент с признанием одностороннего провозглашения независимости Косова.

### Позиция Украины
Согласно позиции Украины, на Крымском полуострове расположены административные единицы Украины Автономная Республика Крым и город со специальным статусом Севастополь. На момент распада Советского Союза в 1991 году Крым входил в состав УССР, поэтому односторонний выход Крыма из состава Украины является нарушением принципа территориальной целостности. 15 апреля 2014 года Верховная рада Украины объявила АР Крым и Севастополь «временно оккупированными территориями».
Конституция Украины, как и Конституция Российской Федерации, не предусматривает права сецессии, соответственно, выход Автономной Республики Крым и Севастополя из состава Украины противоречит Основному закону Украины. Согласно ему, вопрос изменения границ Украины должен решаться только на всеукраинском референдуме, назначаемом Верховной радой Украины. Конституционный суд Украины 20 марта 2014 года признал постановление Верховного Совета Автономной Республики Крым о провозглашении независимости Крыма антиконституционным и объявил о его недействительности, поскольку, согласно статьям 137—137 Конституции Украины, ВС Автономной Республики Крым не обладает полномочиями решать вопросы территориального устройства, конституционного строя и государственного суверенитета республики. По мнению Конституционного суда, право на самоопределение на территории Крыма было реализовано его жителями совместно со всем украинским народом во время всеукраинского референдума 1 декабря 1991 года, по итогам которого Верховная рада Украины от имени граждан Украины всех национальностей 28 июня 1996 года приняла Конституцию Украины, в которой был провозглашён принцип её территориальной целостности. Кроме того, выход АР Крым из состава Украины противоречит Конституции самой АР Крым 1998 года, согласно которой, Автономная Республика Крым является неотъемлемой составной частью Украины; при этом любые изменения, вносимые в Конституцию АР Крым, должны утверждаться Верховной радой Украины.
Украинское руководство, кроме того, рассматривает действия России по аннексии Крыма как прямое нарушение Будапештского меморандума, которым Россия, Великобритания и США подтвердили Украине своё обязательство в соответствии с принципами Заключительного акта СБСЕ уважать независимость, суверенитет и существующие границы Украины, Договора о дружбе, сотрудничестве и партнёрстве, которым РФ и Украина обязались уважать целостность друг друга и признавали существующие между ними границы, и Договора о российско-украинской государственной границе, согласно которому Крым признаётся неотъемлемой частью Украины.
В середине марта 2021 года президент Зеленский подписал разработанную СНБО Украины «Стратегию деоккупации и реинтеграции временно оккупированной территории Автономной Республики Крым и города Севастополя», в которой заявлено, что Киев применит для возвращения этой территории меры «дипломатического, военного, экономического, информационного, гуманитарного и иного характера».

### Позиции международных организаций
Генеральная Ассамблея ООН 27 марта 2014 года приняла резолюцию о территориальной целостности Украины. За документ проголосовало 100 из 193 стран — членов ООН, против — 11, воздержалось — 58. В резолюции подчёркивается, что «референдум, проведённый в Автономной Республике Крым и городе Севастополе 16 марта 2014 года, не имея законной силы, не может быть основой для любого изменения статуса Автономной Республики Крым или города Севастополя». Резолюции Генеральной Ассамблеи имеют рекомендательный характер и не являются обязательными для выполнения, в то же время генеральный секретарь ООН Пан Ги Мун заявил, что Организация Объединённых Наций будет руководствоваться положениями документа. 19 декабря 2016 года ГА ООН приняла резолюцию по правам человека в Крыму, в преамбуле которой назвала Крым «временно оккупированной территорией» и «подтвердила непризнание аннексии» полуострова. За документ проголосовало 70 стран, против — 26, 77 стран воздержались и 20 стран не голосовало и голосование было проведено снова в 2017 году, но на этот раз 25 проголосовали против.
Парламентская ассамблея ОБСЕ 2 июля 2014 года поддержала проект резолюции, осуждающей действия Российской Федерации в отношении Украины. За соответствующее решение проголосовали 92 делегата из 323, против — 30, воздержались — 27. Ассамблея назвала состоявшийся в Крыму 16 марта 2014 года референдум «нелегитимным» и призвала все государства — участники ОБСЕ отказаться от признания «насильственной аннексии» Крыма Российской Федерацией, при этом в ходе голосования была принята поправка с осуждением «оккупации территории Украины», не указывающая, однако, напрямую на Крым. В принятой 9 июля 2015 года «Хельсинкской декларации» ПА ОБСЕ осудила «продолжающуюся оккупацию Российской Федерацией Крымского полуострова».
Комитет министров Совета Европы на проводившейся 2—3 апреля 2014 года встрече принял решение, в котором подчеркнул, что «незаконный референдум, проведённый в Автономной Республике Крым и Севастополе 16 марта 2014 года и последующая незаконная аннексия [Крыма] Российской Федерацией», не могут быть основой для любого изменения статуса АРК и Севастополя. С аналогичных позиций выступила Парламентская ассамблея Совета Европы, которая 10 апреля 2014 года приняла резолюцию с осуждением действий России по аннексии Крыма и заявлением о непризнании такового. За принятие резолюции проголосовали 154 делегата ПАСЕ из 318, против — 26, в том числе представители России, Сербии и Армении, а 14 — воздержались. 25 июня 2015 года ПАСЕ приняла резолюцию о пропавших без вести в ходе конфликта на Украине, в которой Крым был назван «оккупированным». За проголосовало 54 депутата из 58 голосовавших, против — 1, трое воздержались.
БРИКС занимает нейтральную позицию. Бразилия, Китай, Индия и ЮАР воздержались при голосовании по Крыму на Генеральной Ассамблее ООН. При этом Китай также воздержался и при голосовании в Совете Безопасности ООН, однако выступил в поддержку территориальной целостности Украины.
Генеральный секретарь НАТО Андерс Фог Расмуссен 18 марта 2014 года заявил, что включение Крыма в состав Российской Федерации является незаконным и союзники по НАТО не будут признавать его.
Председатели Совета Европейского союза Херман Ван Ромпей и Европейской комиссии Жозе Мануэл Баррозу 18 марта 2014 года выступили с совместным заявлением, в котором указали, что «суверенитет, территориальная целостность и независимость Украины должны уважаться» и Европейский союз не признаёт ни референдум в Крыму, ни его результат — аннексию Крыма и Севастополя к Российской Федерации. В принятой 17 апреля 2014 года резолюции Европарламент подчеркнул «ответственность Российской Федерации в отношении защиты всех гражданских лиц на оккупированной территории». Резолюцию поддержали 437 депутатов, 49 — проголосовали против.
Секретарь Постоянного международного секретариата ОЧЭС Майкл Христидис в ходе визита в Киев, проходившего 13-15 апреля 2016 года, заявил, что «ОЧЭС исходит из позиции уважения территориальной целостности Украины и уважения её признанных мировым сообществом границ, рассматривая АР Крым как неотъемлемую часть Украины».
Канцелярия прокурора Международного уголовного суда рассматривает ситуацию в Крыму как международный вооруженный конфликт между Российской Федерацией и Украиной, возникший не позднее 26 февраля 2014 года и, по предварительной оценке, полагает право международных вооруженных конфликтов применимым и после подписания договора о принятии Республики Крым в состав России «постольку, поскольку в Крыму и Севастополе фактически сохраняется состояние оккупации».
23 августа 2021 года с целью восстановления контроля Украины над Крымом была учреждена Крымская платформа. Её учредителями стали ГУАМ, Европейский союз, НАТО, Совет Европы, а также 43 государства: Австралия, Австрия, Албания, Бельгия, Болгария, Великобритания, Венгрия, Греция, Германия, Грузия, Дания, Испания, Ирландия, Исландия, Италия, Канада, Кипр, Латвия, Литва, Люксембург, Мальта, Молдавия, Нидерланды, Новая Зеландия, Норвегия, Польша, Португалия, Румыния, Северная Македония, Словакия, Словения, США, Турция, Украина, Франция, Финляндия, Хорватия, Черногория, Чехия, Швейцария, Швеция, Эстония и Япония. Позже к ней присоединился Лихтенштейн.

### Позиции государств и государственных деятелей
По состоянию на 2021 год ни одно государство не издало официальных правовых актов о признании Крыма частью России.
Единственным государством, предпринявшим какие-либо официальные действия, помимо формальных заявлений о признании Крыма российским, является Никарагуа — 27 марта 2014 года посол Никарагуа в России Луис Молина заявил о признании «волеизъявления населения Крыма»; в ноябре 2020 года в Крыму было открыто почетное консульство Никарагуа; в июле 2021 года Министерство производства и торговли Никарагуа и российский Совет министров Республики Крым подписали соглашение о торгово-экономическом сотрудничестве. В ответ Украиной были введены санкции против Никарагуа.
Согласно публикациям в СМИ, признание Крыма частью России огласили официальные представители следующих государств:
- Исламская Республика Афганистан — 24 марта 2014 года о признании заявил президент Афганистана Хамид Карзай. Однако через три дня при голосовании в ООН Афганистан воздержался. После прихода к власти нового правительства Афганистана в сентябре 2014 года заявлений о Крыме более не звучало[235];
  - В 2021 году Исламская Республика Афганистан была фактически ликвидирована исламистским движением «Талибан», взявшим под контроль её территорию. Верховный суд Российской Федерации признаёт «Талибан» террористической организацией. Спикер движения «Талибан» Забихулла Муджахид в интервью «Октагон.Медиа» касательно Крыма заявил: «Мы на стороне людей, которые живут в Крыму, и нужно слушать, чего они хотят, потому что люди имеют право голоса. Если люди хотят жить в России, мы согласны с ними»[237].
- Республика Беларусь — 24 марта 2014 года президент Белоруссии Александр Лукашенко описывал свою позицию следующим образом: «Де-факто Крым стал частью России. Ситуация развивается де-факто. И мы будем с РФ. Что будет де-юре — это будет потом… …Крым сегодня — это часть территории России. Можно признавать или не признавать, от этого ничего не изменится… …Мы будем проводить взвешенную политику, но если станет вопрос, всегда будем с Россией. И я об этом сказал Путину»[235]. 3 сентября 2018 года министр иностранных дел Белоруссии Владимир Макей сказал, что страна пытается придерживаться нейтральной позиции по данному вопросу[238]. В 2019 году на вопрос о статусе Крыма президент Лукашенко ответил вопросом: «Крым официально был признан в моем присутствии территорией Украины. Этого никто не оспаривал. Я подписал этот документ. Что вы от меня сегодня хотите?»[235]. 9 августа 2021 года белорусский лидер заявил, что признает Крымский полуостров частью России, когда «последний российский олигарх» станет поставлять туда продукцию[239], однако уже в ноябре того же года в интервью гендиректору МИА «Россия сегодня» Дмитрию Киселёву сделал противоположное заявление: «Мы все понимали, что Крым де-факто — это российский Крым. После референдума и де-юре Крым стал российским»[235].
  - После прошедших 9 августа 2020 года выборов президента Белоруссии и последовавших массовых протестов против их фальсификации статус Александра Лукашенко как президента Белоруссии имеет ограниченное международное признание. Член Президиума Координационного совета белорусской оппозиции Павел Латушко на своей странице в «Твиттер'е» опубликовал послание, в котором заявил: «Позиция демократических сил Беларуси: Лукашенко — не президент и все его заявления и решения стоит воспринимать, как юридически ничтожные. Мы убеждены, что Украине пора официально объявить о непризнании Лукашенко президентом Беларуси, выслать из Украины посла бывшего президента Беларуси, прекратить любое сотрудничество с непризнанным президентом и ввести жесткие экономические санкции… … Крым — это Украина, Беларусь — не Россия»[240].
- Боливия — 28 марта 2014 года посол Боливии в России Мария Луиса Рамос заявила в интервью «НТВ», что её страна «солидарна с Россией в вопросе о аннексии Крыма»[235];
- Сирия — 19 октября 2016 года спикер Народного совета Сирии Хадия Аббас назвала Крым «неотъемлемой частью России»[235];
- КНДР — 30 декабря 2014 года директор департамента печати и информации МИД КНДР Чжон Дон Хак заявил, что «Пхеньян одобряет присоединение Крыма к России и считает этот шаг полностью оправданным»[235].

В лояльных российскому правительству СМИ фигурировала трактовка позиции государств, проголосовавших против крымской резолюции ООН, а также не выступивших открыто против аннексии Крыма, как «фактическое признание» принадлежности полуострова России.
Отозванные и дезавуированные заявления
18 марта 2014 года, на сайте Министерства иностранных дел Казахстана появилось заявление: «В Казахстане восприняли прошедший в Крыму референдум как свободное волеизъявление населения этой Автономной Республики и с пониманием относятся к решению Российской Федерации в сложившихся условиях». Через день на сайте Министерства иностранных дел Киргизии также появилось сообщение, в котором отмечалось, что «результаты референдума в Крыму от 16 марта текущего года представляют собой волеизъявление абсолютного большинства населения Автономной Республики. И это тоже объективная реальность, какие бы полярные оценки ни давались этому референдуму». Однако позже оба сообщения исчезли с сайтов, а во время последовавшего голосования в ООН Казахстан воздержался, а Киргизия не участвовала. В 2021 году в интервью для фильма «Qazaq. История золотого человека» Нурсултан Назарбаев, бывший в 2014 году президентом Казахстана, заявил: «Мы не признали Крым российским, потому что тогда надо было признать Осетию, Абхазию, Косово. Косово тоже просит, чтобы мы признали».
В ноябре 2021 года президент Болгарии Румен Радев на дебатах в ходе избирательной кампании, завершившейся его переизбранием на второй срок, заявил, что считает Крым «территорией России». На следующий день после дебатов он уточнил, что считает аннексию Крыма «нарушением международного права», а в дальнейшем пресс-служба президента Болгарии дала следующее разъяснения данного заявления: «С юридической точки зрения Крым принадлежит Украине, и наша страна неоднократно заявляла о своей поддержке её суверенитета и территориальной целостности… … как подчеркнул президент Румен Радев в ходе предвыборных дебатов, „в настоящее время“ Крым находится под контролем России, и понятно, что эту проблему нельзя решить силой. Не раз, как и в ходе дебатов, глава государства выражал озабоченность по поводу этой фактической ситуации, которая ведет к напряженности в международных отношениях, особенно в Черноморском регионе, что имеет прямое отношение к безопасности Болгарии и её союзников».

### Позиции издателей географических карт
- Национальное географическое общество США исходит из принципа наилучшего изображения реальности. Поэтому на его картах Крым как территория, формально аннексированная Россией, будет как область с особым статусом окрашен серым цветом со специальной сноской о наличии территориального конфликта[244].
- Согласно распространённому заявлению Google, решения принимаются на основе всестороннего изучения источников[245].

## Правовые аспекты принадлежности Крыма
Законность и легитимность аннексии Крыма к России остаются предметом полемики, в основном, впрочем, заочной, между российскими исследователями международного права и их западными коллегами. Если западные исследователи склоняются к рассмотрению событий февраля—марта 2014 года как «незаконной аннексии Крыма» Россией, «незаконно использовавшей силу на Украине в ущерб её территориальной целостности», то их российские коллеги обычно рассматривали ситуацию как случай реализации права на самоопределение, фокусируясь на «законном и добровольном» решении Крыма «воссоединиться с родиной — Россией».
Российские исследователи зачастую рассматривают смену власти на Украине в 2014 году как «вооружённый государственный переворот», в нарушение принципа невмешательства во внутренние дела государств инспирированный США и ЕС, поддержавшими установление «нелегитимного режима», который в дальнейшем серьёзно нарушал права этнических русских, русскоязычных и в целом своих оппонентов — и «в силу этого» крымчане обладали правом на самоопределение, которое они реализовали путём законного референдума, на котором подавляющим большинством высказались за вхождение в состав России. Западные же исследователи не считают смену власти на Украине переворотом, не винят Запад в её организации, признают новую власть Украины легитимной и склонны отвергать утверждения об угрозе русским и русскоязычным жителям Крыма как «необоснованные» и «пропагандистские», отмечая, что правозащитные организации не обнаружили никаких признаков дискриминации русских в Крыму. Они продолжают рассматривать Крым как часть Украины, не убеждены, что право населения Крыма на внутреннее самоопределение (то есть в рамках Украины) пострадало настолько, что порождает право на внешнее самоопределение в рамках концепции «возмещающего отделения» и считают референдум о статусе Крыма «нелегитимно назначенным и неубедительно проведённым».
Если российские исследователи рассматривают участие российских войск в аннексии Крыма как 1) направленные на гарантию процесса волеизъявления и 2) необходимое для защиты граждан России и «российских соотечественников» в рамках доктрины гуманитарной интервенции, а также осуществлявшееся по просьбе легитимных властей Украины и Крыма, то их западные оппоненты рассматривают таковое участие как прямо влияющее на волеизъявление и ограничивающее свободу слова и собраний («давление»). Обсуждая, допускает ли международное право иностранное военное вмешательство для защиты граждан за рубежом, западные исследователи в основном не находят оснований для российской «защиты соотечественников» и отвергают утверждения о серьёзных гуманитарных проблемах («гуманитарной катастрофе»), которые могли бы обосновать гуманитарную интервенцию — а также отвергают правомочность «аргумента о вмешательстве по приглашению»: Янукович был лишён фактической власти, а Крым не мог призывать иностранные войска, так как не был независимым. Западные авторы прилагают все усилия для того, чтобы провести различие между применением силы против Косово и провозглашением независимости Косова, тогда как российские авторы регулярно ссылаются на консультативное заключение Международного Суда ООН по Косову и занятые по этому вопросу позиции западных стран.
Западные исследователи заявляют, что Россия нарушила договорённости с Украиной и международные нормы, закреплённые в следующих договорах и резолюциях:
- В пункте 3 статьи 5 Резолюции Генеральной Ассамблеи ООН 3314[247]
- В Резолюции Совета Безопасности ООН 242[247]
- В пункте 4 статьи 2 Устава ООН[248]
- В Будапештском меморандуме[248]
- В Хельсинкских соглашениях[248]
- В Договоре о дружбе, сотрудничестве и партнёрстве между Российской Федерацией и Украиной[248]
- В Договоре между Российской Федерацией и Украиной о российско-украинской государственной границе (2003)[248]

Западные исследователи критикуют российские публикации за то, что в них таким понятиям, как «внутреннее самоопределение», «возмещающее отделение» и «свободное волеизъявление», придаётся новое содержание, предварительно смоделированное для конкретного случая. Вопросы организации референдумов и конституционности смены правительства поднимаются до уровня международного права, хотя они подлежат регулированию в соответствии с национальным законодательством. Наконец, концепции международного права дополняются неуместными историческими и философскими аргументами или международное право вовсе объявляется не соответствующим российским геополитическим интересам.
Западные и российские исследователи продемонстрировали высокое единообразие взглядов на аннексию Крыма. Особенно поразительно единство взглядов российских юристов по международному праву и совпадение (зачастую дословное) их позиций с официальной российской версией, высказанной Президентом РФ и МИД РФ. В то время как некоторые западные исследователи критически относились к политике Европы в отношении Украины и политике Запада в отношении Косово, рассуждали о двойных стандартах Запада и подвергали их критике, все российские исследователи проигнорировали двойные стандарты самой России в отношении Косово. Например, хотя в ходе Международного Суда по Косово Россия заявила, что для отделения территории от государства в пользу отделения должно проголосовать всё население страны, аннексия Крыма не сопровождалась всеукраинским голосованием. Двойным стандартам подвержены и сами исследователи: до аннексии Крыма они активно поддерживали принцип невмешательства и запрета на применение силы, а также отвергали идею одностороннего гуманитарного вмешательства, но после аннексии они приняли принципы самоопределения народов и одностороннего гуманитарного вмешательства и промолчали о важности принципов невмешательства и неприменения силы.
Западные и российские юристы в области международного права в основном вели дебаты в пределах своих сообществ, редко пересекаясь друг с другом. Западное и российское научные сообщества не смогли найти точек соприкосновения в вопросе аннексии Крыма из-за языкового барьера и трудностей с высказыванием инакомыслия в российской среде, которые иллюстрирует, например, случай историка Андрея Зубова. Кроме того, оба исследовательских сообщества, вероятно, подвержены влиянию СМИ, которые по-разному освещали аннексию Крыма. Хотя ситуация со свободой прессы на Западе намного лучше, чем в России, достоверность сообщений западных СМИ также неидеальна, и некритический подход некоторых западных авторов к информации, получаемой из них, может быть проблематичным.

## Правовой режим посещения Крыма в настоящее время
Территория Республики Крым находится под фактическим контролем российских властей и рассматривается ими как часть территории РФ, а поездки российских граждан в Республику Крым и город Севастополь — как внутренние. Такие поездки осуществляются без прохождения пограничного контроля и столь же свободно, как и другие перемещения по территории России; ЗАТО и других подобных территорий с регламентированным посещением в Республике Крым и в Севастополе в настоящее время нет.
Однако властями Украины эта же территория рассматривается как временно оккупированная; из мест, подконтрольных Киеву, лица, не имеющие украинского гражданства, пропускаются в Крым только при наличии специального разрешения. Въезд в Крым не через украинские контрольные пункты украинские власти считают незаконным и установили административную и уголовную ответственность за это. О практическом применении этого закона в отношении отдельных граждан сведений нет, но известны случаи задержания украинскими властями иностранных торговых морских судов, заходивших в порты Крыма, и возбуждения уголовных дел по этому поводу. Не допускается транзитный проезд через Крым на территорию Украины, подконтрольную Киеву, равно как и въезд по российским документам, выданным на территории Крыма.
Страны, поддерживающие позицию Украины, могут накладывать ряд ограничений на посещение Крыма. В частности, Советом ЕС запрещено предоставление услуг, «напрямую связанных с туризмом в Крыму и Севастополе» и заход круизных судов в порты Крыма (кроме экстренных случаев).

## Судебные процессы
Почти сразу после аннексии Крыма Россией украинские власти заявили о намерении требовать в международных судах компенсацию за утрату предприятий, находившихся на территории Крыма. В апреле 2014 года министр юстиции Павел Петренко оценивал убытки от потери Украиной Крыма в 950 миллиардов гривен. В начале июля он же назвал уже сумму 1080 миллиардов 352 миллиона гривен. Премьер-министр Украины Арсений Яценюк 2 июня 2014 года заявил, что Украина намерена требовать от России через международные суды сумму компенсации в размере более 1 триллиона гривен. Эксперты, однако, скептически оценивают перспективы таких исков. На протяжении 2014 года ни одного имущественного иска Украины к России подано не было. Министерство юстиции в феврале 2015 года сообщило лишь о трёх заявлениях в Европейский суд по правам человека о нарушении Российской Федерацией прав, гарантированных Конвенцией о защите прав человека и основных свобод 1950 года. В октябре 2017 года Украина обратилась в Международный уголовный суд с жалобой на захват Россией имущества в Крыму, оценив убыток в 1 трлн гривен.
25 апреля 2014 года Украина обратилась в Международный уголовный суд с жалобой на преступления в ходе событий в Крыму и в Восточной Украине. В 2016 году Канцелярия Прокурора МУС квалифицировала ситуацию в Крыму и Севастополе как международный вооружённый конфликт между Украиной и Российской Федерацией, начавшийся не позднее 26 февраля 2014 года.
29 июня 2015 года группа граждан РФ во главе с председателем Общества защиты прав потребителей «Общественный контроль» Михаилом Аншаковым обратилась в Конституционный суд Российской Федерации с иском о проверке конституционности закона о принятии Крыма и Севастополя в состав России. По мнению подателей запроса, этот федеральный конституционный закон не соответствует статьям 15 (ч.4) и 16 (ч.2) конституции. 16 июля КС РФ жалобу отклонил, поскольку, в частности, заявители «фактически ставят вопрос о проверке конституционности положения статьи 65 Конституции Российской Федерации о нахождении в составе Российской Федерации Республики Крым» (что, как сказано в решении, не согласуется с компетенцией КС как «органа, обеспечивающего верховенство и прямое действие Конституции Российской Федерации на всей её территории») и по существу оспаривают также и постановление КС РФ от 19 марта 2014 года по договору о аннексии Крыма Россией, которое, в силу статьи 79 федерального конституционного закона «О Конституционном Суде РФ», окончательно и обжалованию не подлежит.
Принадлежность Крыма не стала предметом иска Украины против России в Международный суд ООН, поданного в 2017 году. Согласно пояснениям МИД Украины, Россия не ответила на предложение признать юрисдикцию МС ООН по вопросу принадлежности Крыма.
В 2018 году ряд украинских компаний выиграл иски против России в Международном арбитраже по вопросу потери инвестиций. Ощадбанк в ноябре 2018 сообщил о решении Международного арбитража взыскать с России в его пользу 1,3 млрд долл. в связи с утратой активов в Крыму. В 2019 году «Нафтогаз Украины» подал в трибунал при Постоянной палате Третейского суда в Гааге иск к России на $5,2 млрд; в эту сумму «Нафтогаз Украины» оценил потери от экспроприации своих активов в перешедшем под контроль России Крыму.

### Принадлежность полуострова и судоходство
В результате аннексии Крыма зоной столкновения интересов России и Украины стало Азовское море. Оба государства сохранили к нему выход, но «ключ» в Азовское море из Чёрного (Керчь-Еникальский канал, и Керченский пролив в целом) — оказался в российских руках и Россия перестала платить Украине за проход российских судов через Керченский пролив (в среднем за проход по Керчь-Еникальскому каналу российские суда платили порядка 15 млн долларов в год). Разграничение моря на взаимосогласованной основе (а также решение вновь возникших вопросов о разграничении вод и континентального шельфа к западу от Крыма) стало невозможным, поскольку изменились исходные позиции по морским границам: Украина не желает признавать Крым российской территорией, а Россия категорически отвергает разграничение Керченского пролива, так как это поставило бы под сомнение её суверенитет над Крымом.
Напряжённость вокруг пролива выросла в 2018 году, когда украинские пограничники задержали крымское рыболовецкое судно «Норд», шедшее под российским флагом, за нарушение установленного Украиной порядка пересечения крымской границы, а Россия в ответ обвинила Украину в «государственном пиратстве» и вскоре после задержания «Норда» усилила досмотр судов, проходящих через Керченский пролив — официально мотивируя это «угрозами, исходящими от экстремистов в отношении России» и борьбой с «украинскими браконьерами». В ноябре 2018 года в проливе произошёл вооружённый пограничный конфликт в ходе которого Вооружённые силы РФ и корабли Береговой охраны Пограничной службы ФСБ России с применением оружия произвели задержание группы кораблей Военно-морских сил Украины, пытавшихся пройти из Одессы в Мариуполь через пролив.

### Природные ресурсы
Ресурсный потенциал побережья Крыма «Черноморнефтегаз» оценивает почти в 4 трлн м³ газа, запасы нефти — более чем в 430 млн т.

### Базирование Черноморского флота. Харьковские соглашения
28 марта 2014 года президент России Владимир Путин внёс в Государственную думу предложение о прекращении действия межгосударственных соглашений:
- Соглашения между Российской Федерацией и Украиной о параметрах раздела Черноморского флота от 28 мая 1997 года,
- Соглашения между Российской Федерацией и Украиной о статусе и условиях пребывания Черноморского флота Российской Федерации на территории Украины от 28 мая 1997 года,
- Соглашения между Правительством Российской Федерации и Правительством Украины о взаиморасчётах, связанных с разделом Черноморского флота и пребыванием Черноморского флота Российской Федерации на территории Украины от 28 мая 1997 года,
- Соглашения между Российской Федерацией и Украиной по вопросам пребывания Черноморского флота Российской Федерации на территории Украины от 21 апреля 2010 года[272].

31 марта 2014 Госдума приняла решение о денонсации российско-украинских соглашений по Черноморскому флоту РФ. Представляя законопроект в Госдуме, заместитель министра иностранных дел РФ Григорий Карасин пояснил, что в настоящее время нет никаких оснований для продолжения действия российско-украинских соглашений по Черноморскому флоту: «Территория Республики Крым и города федерального значения Севастополь отныне неотъемлемая часть РФ, на которую в соответствии со статьёй четвёртой Конституции распространяется суверенитет РФ. Поэтому на сегодня отсутствуют какие-либо основания для продолжения правоотношений по размещению объекта и персонала Черноморского флота РФ на Украине, включая обязательства российской стороны по предоставлению украинской стороне оплаты либо иной компенсации или возмещения».

## Комментарии
1. ↑  «…По представлению Президиума Верховного Совета РСФСР Указами Президиума Верховного Совета СССР Чечено-Ингушская АССР была упразднена, а Крымская АССР преобразована в Крымскую область…»[18]
2. ↑  В 2012 году были достигнуты принципиальные договорённости по статусу Тузлы[83], предполагавшие снятие Россией территориальной претензии на него[84]. Источник из российской делегации сообщил РИА Новости, что Россия готова уступить остров Тузла при сохранении «права ключа» прохода судов через Керченский пролив[85]
3. ↑  Согласно ст. 17 украинской Конституции  «На территории Украины не допускается расположение иностранных военных баз». Однако согласно п. 14 Переходных положений Конституции Украины «Использование существующих военных баз на территории Украины для временного пребывания иностранных воинских формирований возможно на условиях аренды в порядке, определенном международными договорами Украины, ратифицированными Верховной радой Украины»[93]. Указанный пункт переходных положений был в дальнейшем (2019) из конституции изъят (см. Харьковские соглашения § Денонсация).
4. ↑  А также в любом случае не имел конституционных полномочий на приглашение иностранных войск.
5. ↑  Андрей Зубов раскритиковал политику России в отношении Украины и был уволен из МГИМО Впоследствии он был восстановлен в должности решением Комиссии Совета при Президенте РФ, но администрация института отметила, что восстановление в должности никоим образом не изменило того факта, что Зубов “нарушил основные принципы профессионального поведения”.